# Planeta Eskoria
Planeta Eskoria (letteralmente  "Pianeta Scoria" in spagnolo) è un album degli Ska-P del 2000, il quarto in ordine di pubblicazione.

## Il disco
Il titolo dell'album richiama i problemi che affliggono il mondo, e la canzone di apertura, che dà il nome al CD, racconta dei problemi del mondo e lo descrive come un "Scoria di pianeta", un pianeta in cui contano solo i soldi, mentre la giustizia è sacrificata per fini meschini. Questo concetto è ripreso magistralmente dalla copertina dell'album, che si rifà alle parole dalla canzone che chiude il disco (Mestizaje) " ¿La justicia dónde está? Crucificada en los altares de capital " ("Dov'è la giustizia? Crocifissa sugli altari del capitale").
Le canzoni dell'album, come la maggior parte di quelle degli Ska-P parlano di argomenti quali la corrida, l'intolleranza cattolica, la violenza fascista e le aziende di lavoro interinale, e vi si pongono in contrasto, sognando un mondo di pace senza bandiere né frontiere.

## Tracce
1. Planeta Eskoria
2. Vergüenza
3. Como me pongo
4. El auténtico
5. Naval Xixón
6. La mosca cojonera
7. Eres un@ más
8. Derecho de admisión
9. A la mierda
10. ETTs
11. Lucrecia
12. Tío Sam
13. Violencia machista
14. Mestizaje

## Formazione
- Pulpul (Roberto Gañan Ojea) - voce, chitarra
- Joxemi (Jose Miguel Redin Redin) - chitarra, voce
- Julio  (Julio Cesar Sanchez) - basso, voce
- Kogote (Alberto Javier Amado) - tastiere, voce
- LuisMi (Luis Miguel Garcia) - batteria, percussioni
- Pipi (Ricardo Degaldo de la Obra) - voce, showman